# Tumbes
Tumbes ist eine Stadt im Nordwesten des südamerikanischen Anden-Staates Peru.

## Geografie
Tumbes liegt am Unterlauf des Río Tumbes unweit von dessen Mündung in den Golf von Guayaquil (Pazifik). Die Stadt hat 96.946 Einwohner (Zensus 2017) und liegt im gleichnamigen Distrikt Tumbes der Provinz Tumbes, deren Hauptstadt sie ist. Tumbes ist außerdem Verwaltungssitz der gleichnamigen Region Tumbes.

## Geschichte
Tumbes war die erste Stadt, die Francisco Pizarro mit nur 13 Gefolgsleuten bei der Erkundung für seinen späteren Eroberungsfeldzug von Peru betrat. Er wurde freundlich aufgenommen. Von Tumbes aus begann er auch im Mai 1532 die Eroberung Perus, mit schließlich 168 Mann. Tumbes liegt auch ca. 10 km von der heutigen Grenze Perus zu Ecuador entfernt und war einer der wichtigsten Schauplätze der Grenzstreitigkeiten im Peruanisch-Ecuadorianischen Krieg im Juli 1941. Das ehemals ecuadorianische Departamento Tumbes wurde im Protokoll von Rio de Janeiro vom 29. Januar 1942 als Folge der Schlacht von Zarumilla (23./25. Juni 1941) dem Gebiet von Peru zugesprochen.

## Verkehr
Die Stadt besitzt einen Flughafen, der von Lima aus angeflogen wird.

Von 1909 bis in die 1940er Jahre verkehrte zwischen der Stadt und dem Pazifik-Hafen Puerto Pizarro eine Schmalspurbahn.